# Parathyma clerica
Parathyma clerica är en fjärilsart som beskrevs av Butler 1879. Parathyma clerica ingår i släktet Parathyma och familjen praktfjärilar. Inga underarter finns listade i Catalogue of Life.